# فضيحة التجسس (نظرية مؤامرة)
فضيحة التجسس (بالإنجليزية: Spygate)‏، وهي نظرية مؤامرة أطلقها الرئيس الأمريكي دونالد ترامب في مايو 2018 حول وضع إدارة أوباما أحد الجواسيس في حملته الرئاسية عام 2016 لأغراض سياسية. أعلن ترامب هذه الاتهامات أول مرة في تغريدة له على موقع تويتر يوم 17 مايو 2018، واقتبس في هذه التغريدة من أقوال أندرو سي. مكارثي، والذي كان ضيفًا آنذاك في برنامج فوكس آند فريندز التلفزيوني، إذ كان يؤكد على صحة هذه الادعاءات مكررًا ما نشره في مقالته بمجلة ناشونال ريفيو يوم 12 مايو.
أكد ترامب عدة مرات على صحة هذه الادعاءات، دون تقديم أي أدلة، في يوم 18 مايو ويومي 22-23 مايو 2018، مضيفًا أن هذه العملية كانت بغرض دعم هيلاري كلينتون، منافِسة ترامب، على الفوز في الانتخابات العامة. وصرح ترامب أن الجاسوس المزعوم، الذي وضح لاحقًا أنه الأستاذ الجامعي ستيفان هيلبر، قد حصل على «مبلغ ضخم من المال» للقيام بهذه المهمة. في منتصف عام 2016 ونصفه الثاني، بدأ هيلبر، أحد المصادر السرية التي تعمل لصالح الاستخبارات الأمريكية لمدة طويلة، في العمل بصفته مخبرًا سريًا لصالح مكتب التحقيقات الفيدرالي (FBI)، مستهدفًا ثلاثة مستشارين بحملة ترامب بشكل منفصل في جهود سرية للتحقيق في التدخل الروسي في انتخابات الولايات المتحدة 2016. ومع ذلك، لم تقدم إدارة ترامب، حتى مايو 2018، أي أدلة حول انضمام هيلبر إلى حملة ترامب الانتخابية أو حول قيامه بمراقبة الحملة بطريقة غير لائقة.
في يوم 5 يونيو 2018، ادعى ترامب أيضًا وجود عملية مكافحة للتجسس حول حملته الانتخابية، وادعى أنها كانت قائمةً منذ ديسمبر 2015. وتوصلت لجنة الاستخبارات بمجلس النواب الأمريكي بتقرير لها في أبريل 2018، والتي كانت خاضعةً لسيطرة الجمهوريين آنذاك، أن تحقيقات مكافحة التجسس الخاصة بمكتب إف بي آي حول حملة ترامب لم تبدأ حتى أواخر شهر يوليو 2016، وتوصلت مذكرة النائب ديفن نونيس، المكتوبة بواسطة مساعديه الجمهوريين في فبراير 2018، بالإضافة إلى مذكرة النقض بنفس الشهر للجنة الديمقراطيين، إلى نفس النتيجة. وحتى مع استخدام مذكرة قانون مراقبة الاستخبارات الأجنبية (FISA)، والذي يسمح للمحققين بالحصول على الاتصالات المؤرشفة قبل إصدار المذكرة؛ يظل تاريخ شهر ديسمبر 2015 سريًا بشكل جزئي.
رفض المعلقون السياسيون والسياسيون رفيعو المستوى، من كلا جانبي الطيف السياسي الأمريكي، اتهامات ترامب لعدم وجود أدلة عليها وأجمعوا على أن استخدام الإف بي آي لهيلبر، بصفته مخبرًا سريًا، لم يكن بهدف القيام بأي أغراض غير لائقة. وتبين أن ادعاءات ترامب حول وقت بدء هذه التحقيقات الخاصة بمكافحة التجسس كانت خاطئةً. وفي أحد تقارير المفتش العام لوزارة العدل في ديسمبر 2019، «لم توجد أي أدلة على محاولة الإف بي آي لوضع (أي مصادر سرية بشرية) داخل حملة ترامب الانتخابية، أو تجنيد أعضاء من حملته، أو تكليف هذه المصادر بالإبلاغ عن أي معلومات حول حملة ترامب».
تعتبر فضيحة التجسس مشابهةً، ولكنها مختلفة، لتأكيد ترامب في مارس 2017، على أن الرئيس أوباما «كان يتنصت على هواتف برج ترامب»، ولكن صرحت وزارة العدل التابعة للرئيس ترامب بعدم صحة هذه الادعاءات في المذكرات القانونية بالمحكمة الفدرالية لشهر سبتمبر 2017 وشهر أكتوبر 2018. وتعتبر هذه النظرية أيضًا جزءًا من قائمة ترامب الكبيرة لاتهامات التجسس التي أقامها ضد إدارة أوباما.

## تقرير المفتش العام 2019
«لا توجد أي أدلة على محاولة الإف بي آي لوضع (أي مصادر سرية بشرية) داخل حملة ترامب الانتخابية، أو تجنيد أعضاء من حملته، أو تكليف هذه المصادر بالإبلاغ عن أي معلومات حول حملة ترامب»، وذلك طبقًا لأحد تقارير المفتش العام لوزارة العدل في ديسمبر 2019.
أصدر النائب العام الأمريكي، بيل بار، الذي كان قد أدلى بشهادته أمام الكونغرس في أبريل 2019  قائلًا: «أعتقد أن التجسس حدث بالفعل»، تصريحًا فور نشر تقرير المفتش العام يصف فيه تحقيقات الإف بي آي، المعروفة باسم إعصار تبادل إطلاق النار، بأنها «تطفلية»، ولكن في سياق تنصت الإف بي آي على المساعد السابق لترامب، كارتر بيج، بدلًا من السؤال عما إذا كان هناك أي توجيهات لأفراد بالتجسس على الحملة. حدد المفتش العام أن الإف بي آي قد أخطا أو أغفل 17 مرةً، بعضها كانت أخطاءً جسيمةً، في تطبيقه لمذكرة قانون مراقبة الاستخبارات الأجنبية على بيج، ولكن فسر المفتش العام، مايكل هورويتز، هذه المشاكل المتعلقة بالمذكرة بأنها كانت «إهمالًا جسيمًا وانعدامًا للكفاءة» ولم تكن مخالفات متعمدةً أو انحيازات سياسيةً. كان بيل بار مع المحقق الذي عينه، جون دورام، يحققان في إحدى نظريات المؤامرة على مدار عدة أشهر، والتي كانت حول توجيه عميلًا استخباراتيًا غربيًا مزعومًا للاتصال بمستشار حملة ترامب، جورج بابادوبولوس، وخداعه بغرض خلق سبب زائف لتبرير البدء في التحقيقات المعروفة باسم إعصار تبادل إطلاق النار.

## استخدامات أخرى
صرحت التقارير الخاصة بالقنوات الإخبارية؛ إيه بي سي نيوز، وفوكس نيوز، وإن بي سي نيوز، في مايو 2018 أن ترامب استخدم مصطلح «فضيحة التجسس» للادعاء بأن مكتب إف بي آي كان يتجسس على حملته مستعينًا بأحد المخبريين السريين.
كتب الصحفي غلين كيسلر، بصحيفة واشنطن بوست، في مايو 2018 أن «مصطلح (فضيحة التجسس) يشير إلى الأنباء عن حصول مكتب إف بي آي على معلومات من أحد المخبرين الذي يشتبه في وجود صلات له بدولة روسيا، وهو ستيفان هيلبر، الأستاذ الفخري بجامعة كامبريدج، والذي التقى بثلاثة أعضاء على الأقل من مسؤولي حملة ترامب». رأى كيسلر أن استخدام ترامب لمصطلح «فضيحة التجسس» كان محاولةً أخيرةً ضمن سلسلة من محاولات ترامب لتشويه سمعة تحقيق مولر والتعتيم عليه، ورأى أيضًا أنه من غير المحتمل لهذه المحاولة، «أن تجني شعبيةً على المدى الطويل»، مثل المحاولات الأخرى.
كتبت الصحفية كريستينا جاو، بصحيفة نيوزويك، في أبريل 2019 أن فضيحة التجسس كان مصطلحًا «يبدو وأنه وُضع بواسطة ترامب للإشارة إلى الادعاءات بأن الإف بي آي قد تجسس على حملته الرئاسية عام 2016». أشارت جاو أيضًا إلى أن النائب العام ويليام بار قد ناقش هذه الادعاءات أيضًا عندما كان يدلي بشهادته أمام لجنة التخصيصات الفرعية بمجلس الشيوخ.
كتب الصحفي زاكاري باسو، بموقع أكسيوس الإخباري، في أبريل 2019، أن الفضيحة غير المؤكدة «والمعروفة باسم فضيحة التجسس تشير إلى الانتهاكات المزعومة لقانون مراقبة الاستخبارات الأجنبية بواسطة أجهزة الاستخبارات»، وأن هذه النظرية كانت «تُروج مرارًا وتكرارًا من قبل المدافعين عن الرئيس ترامب».